# كلارا إنغرام جادسون
كلارا إنغرام جادسون (بالإنجليزية: Clara Ingram Judson)‏ (4 مايو 1879، لوغانسبورت في الولايات المتحدة - 24 مايو 1960)؛ كاتِبة مُتخصِّصة في أدب الأطفال وروائية أمريكية.